# Zimiris
Genre
Zimiris est un genre d'araignées aranéomorphes de la famille des Prodidomidae.

## Distribution
Les espèces de ce genre se rencontrent en zone tropicale.

## Description
Les espèces de ce genre mesurent de 3 à 6 mm.

## Liste des espèces
Selon World Spider Catalog (version 23.0, 19/02/2022) :
- Zimiris diffusa Platnick & Penney, 2004
- Zimiris doriae Simon, 1882

## Systématique et taxinomie
Ce genre a été décrit par Simon en 1882 dans les Drassidae. Il est placé dans les Prodidomidae par Platnick en 1990, dans les Gnaphosidae par Azevedo, Griswold et Santos en 2018 puis dans les Prodidomidae par Azevedo, Bougie, Carboni, Hedin et Ramírez en 2022.

## Publication originale
- Simon, 1882 : « Étude sur les arachnides de l'Yemen méridional. Viaggio ad Assab nel Mar Rosso, dei signori G. Doria ed O. Beccari con il R. Aviso "Esploratore" dal 16 novembre 1879 al 26 Febbraio 1880. » Annali del Museo Civico di Storia Naturale di Genova, vol. 18, p. 207-260 (texte intégral).